# Dinamo Zugdidi
Maillots
Le Dinamo Zugdidi (en géorgien : საფეხბურთო კლუბი ზუგდიდი) est un club géorgien de football fondé en 1918 et basé dans la ville de Zougdidi.

## Historique
Le club est fondé en 2006. Il évolue à partir de 2008 dans la première division du championnat de Géorgie.

## Infrastructures
Le club joue ses matchs à domicile au stade Gulia Tutberidze, situé à Zougdidi. Le stade peut contenir 5 000 spectateurs.

## Palmarès
| Compétitions nationales                                            |
| ------------------------------------------------------------------ |
| - Championnat de Géorgie D2 (2) : - Champion : 2002-03 et 2006-07. |

## Entraîneurs du club
- Herbert Zanker  (1er juillet 2008 - 30 juin 2009)
- Elguja Kometiani (17 décembre 2009 - 27 décembre 2011)
- Gocha Tkebuchava (6 janvier 2012 - 15 mai 2013)
- Elguja Kometiani (15 mai 2012 - 30 juin 2013)
- Klimenti Tsitaishvili (1er août 2013 - 10 novembre 2013)
- Sergo Gabelaia (14 novembre 2013 - 19 novembre 2013)
- Giorgi Daraselia (19 novembre 2013 - 1er juin 2014)
- Nestor Mumladze (1er août 2014 - 20 octobre 2015)
- Besik Sherozia (21 octobre 2014 - 14 novembre 2015)
- Yuriy Bakalov (11 janvier 2016 - août 2016)
- Otar Gabelia (août 2016)
- Vladimir Lioutyi (août 2016 - ?)
- Levan Mikadze
- Elguja Kometiani
- Kakhaber Gogichaishvili